# Fossette gastriche
Nell'anatomia umana le fossette gastriche sono piccole depressioni, che uniscono i dotti delle ghiandole gastriche all'epitelio dello stomaco.
Queste lievi infossature della mucosa dello stomaco presentano alla base (o collo) cellule staminali che si riproducono attivamente per sostituire le cellule superficiali che via via si sfaldano e vengono incluse nel chimo.
Il continuo ricambio delle cellule epiteliali è un'ulteriore difesa nei confronti del contenuto gastrico.

## Anatomia
Ogni fossetta gastrica comunica con diverse ghiandole gastriche.
Le ghiandole gastriche sono presenti nella lamina propria sottostante l'epitelio, principalmente nel fondo e nel corpo dello stomaco. 
Sono costituite da cellule tubulari semplici e ramificate. La loro grandezza è di circa 0,1- 0,5 mm.
Sono costituite solitamente da 4 tipi ci cellule secernenti: cellule mucose del colletto, cellule parietali, cellule principali e cellule enterocromaffini
Le cellule parietali e principali cooperano ogni giorno nella produzione di 1,5 litri di succo gastrico.